# أغوستين أورتيغا
أغوستين أورتيغا (بالإسبانية: Agustin Ortega)‏ (29 ديسمبر 1992 في سان سلفادور دي خوخوي في الأرجنتين – )؛ هو لاعب كرة قدم كان يلعب كلاعب وسط.

## وصلات خارجية
- أغوستين أورتيغا على موقع رابطة كرة القدم اليابانية للمحترفين (اليابانية)
- أغوستين أورتيغا على موقع Soccerway.com (الإنجليزية)